# Chavigny-Bailleul
Chavigny-Bailleul är en kommun i departementet Eure i regionen Normandie i norra Frankrike. Kommunen ligger i kantonen Saint-André-de-l'Eure som tillhör arrondissementet Évreux. År 2022 hade Chavigny-Bailleul 580 invånare.

## Befolkningsutveckling
Antalet invånare i kommunen Chavigny-Bailleul
Referens:INSEE